# Liste Dirmsteiner Persönlichkeiten

Wappen der Stadt Dirmstein

Die Liste Dirmsteiner Persönlichkeiten enthält bedeutende Persönlichkeiten mit Bezug zu Dirmstein, geordnet nach Ehrenbürgern, Personen, die in der Stadt geboren wurden, sowie solchen, die in Dirmstein gewirkt haben. Die Liste erhebt keinen Anspruch auf Vollständigkeit. Eine weitere Liste stellt die Liste der Bürgermeister von Dirmstein dar.

## Ehrenbürger

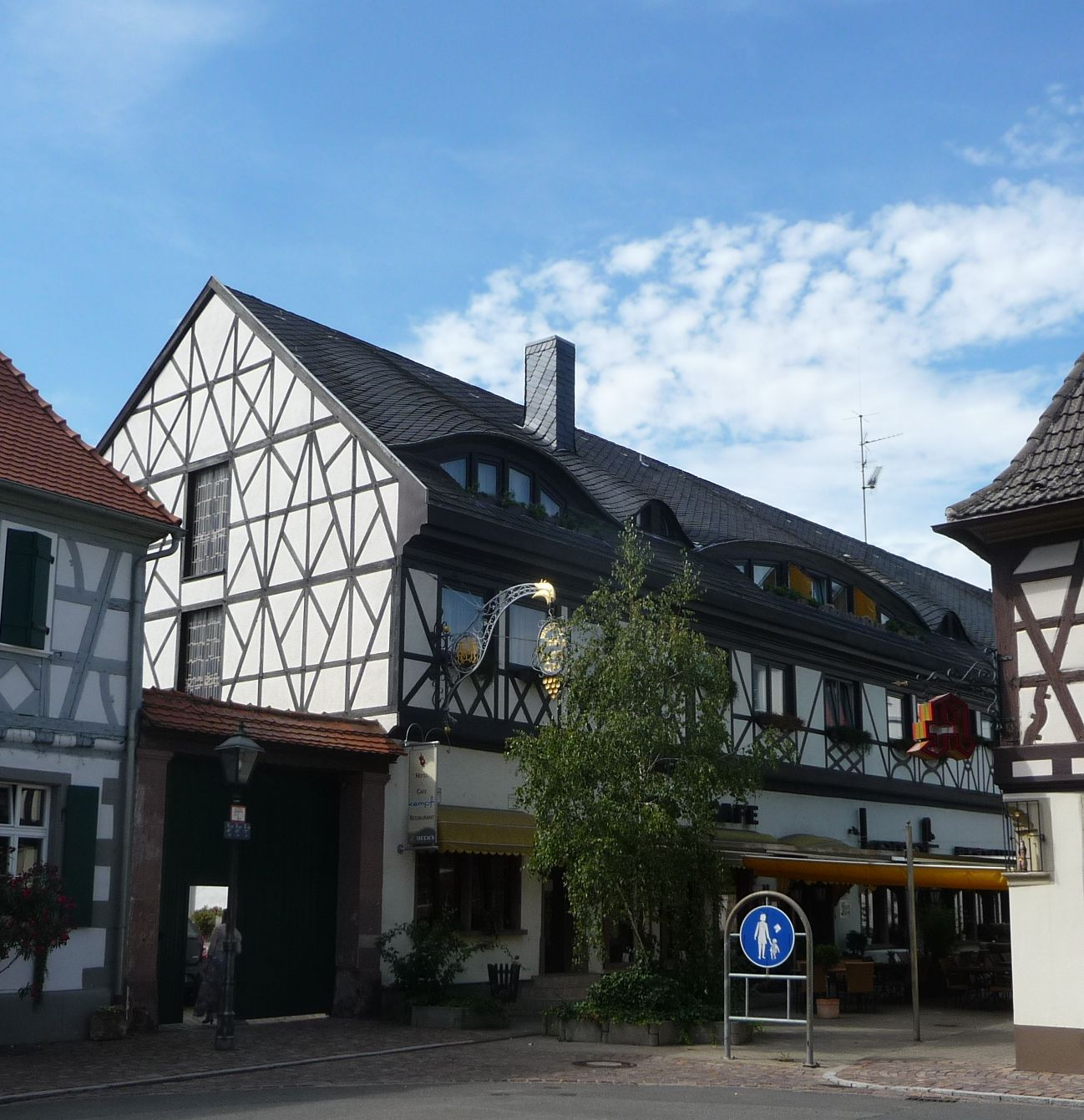
Café Kempf, Geburtshaus von Eux Stocké

- Eux Stocké (* 1895; † 1992 in Rödental), Unternehmer und Mäzen, wurde 1976 zum Ehrenbürger ernannt. Ihm ist der Eux-Stocke-Ratssaal gewidmet.
- Erich Otto (* 26. September 1921; † 1. Juni 1992), Ortsbürgermeister 1964–1986, wurde 1997 posthum zum Ehrenbürger ernannt. Ihm ist der Erich-Otto-Weg gewidmet.

## Söhne und Töchter der Gemeinde

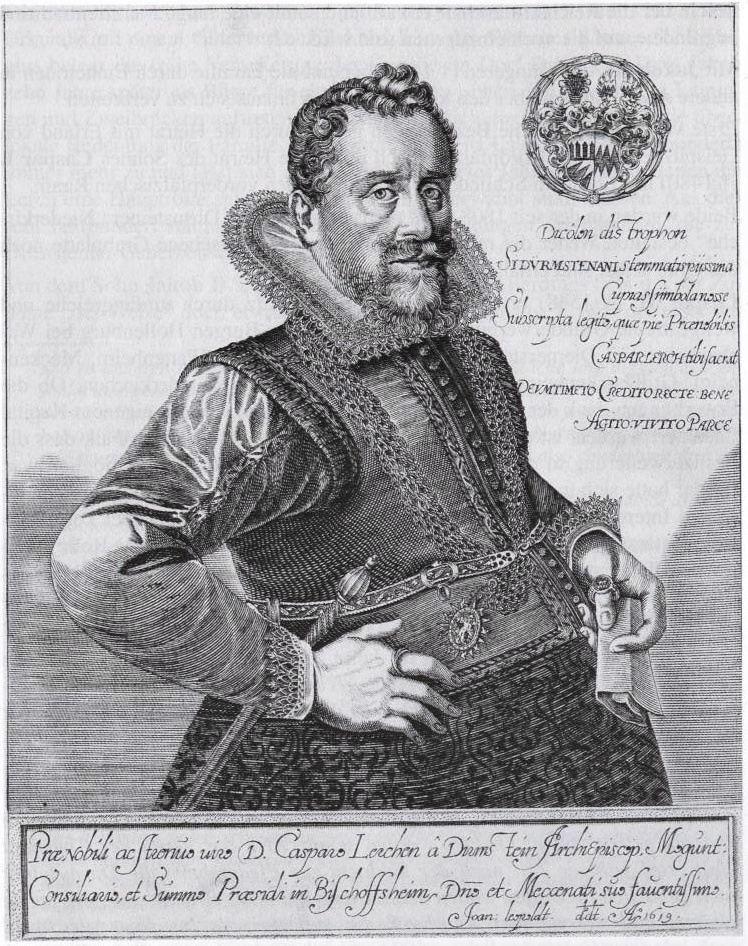
Caspar IV. Lerch

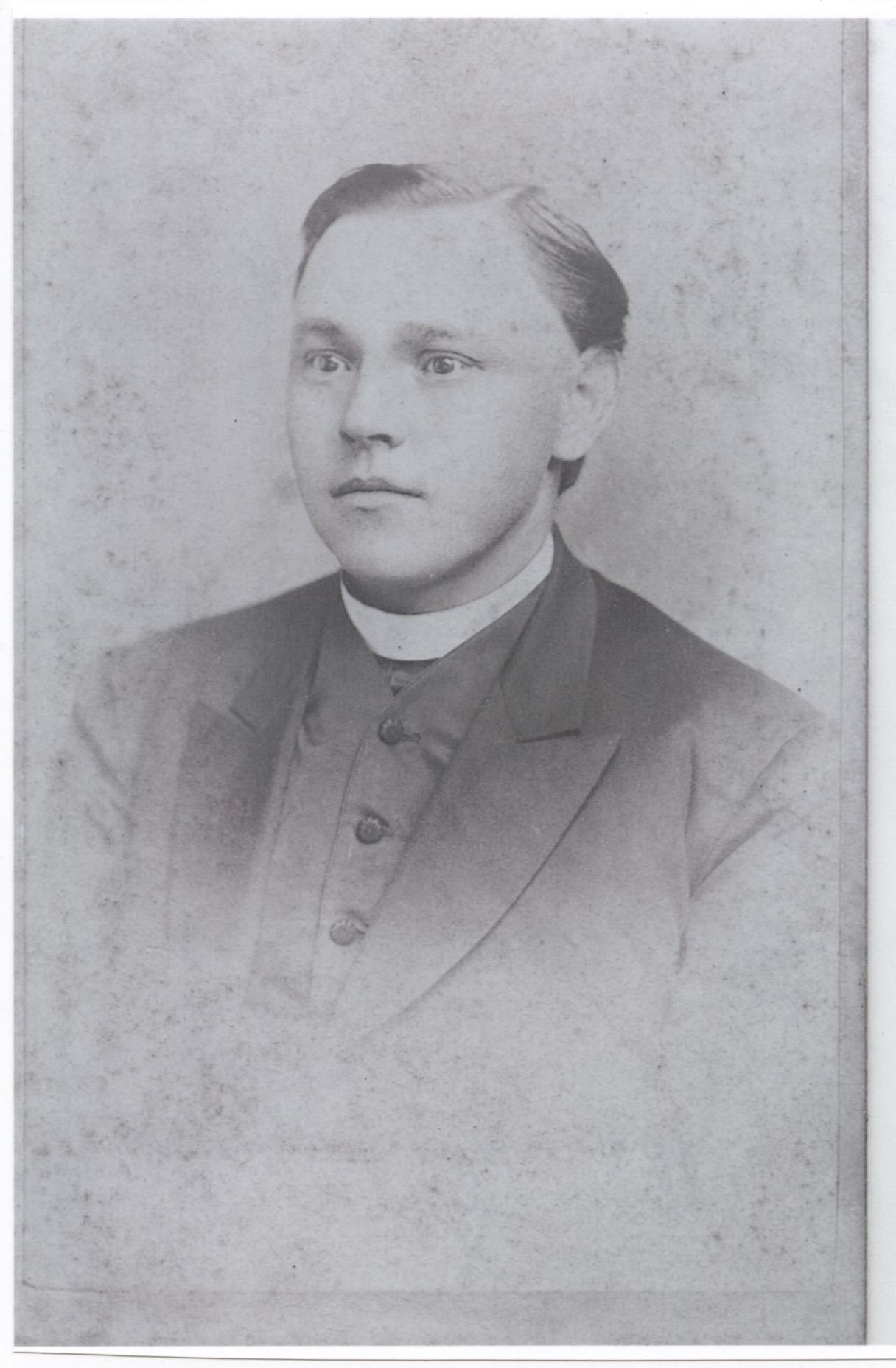
Joseph Bihn

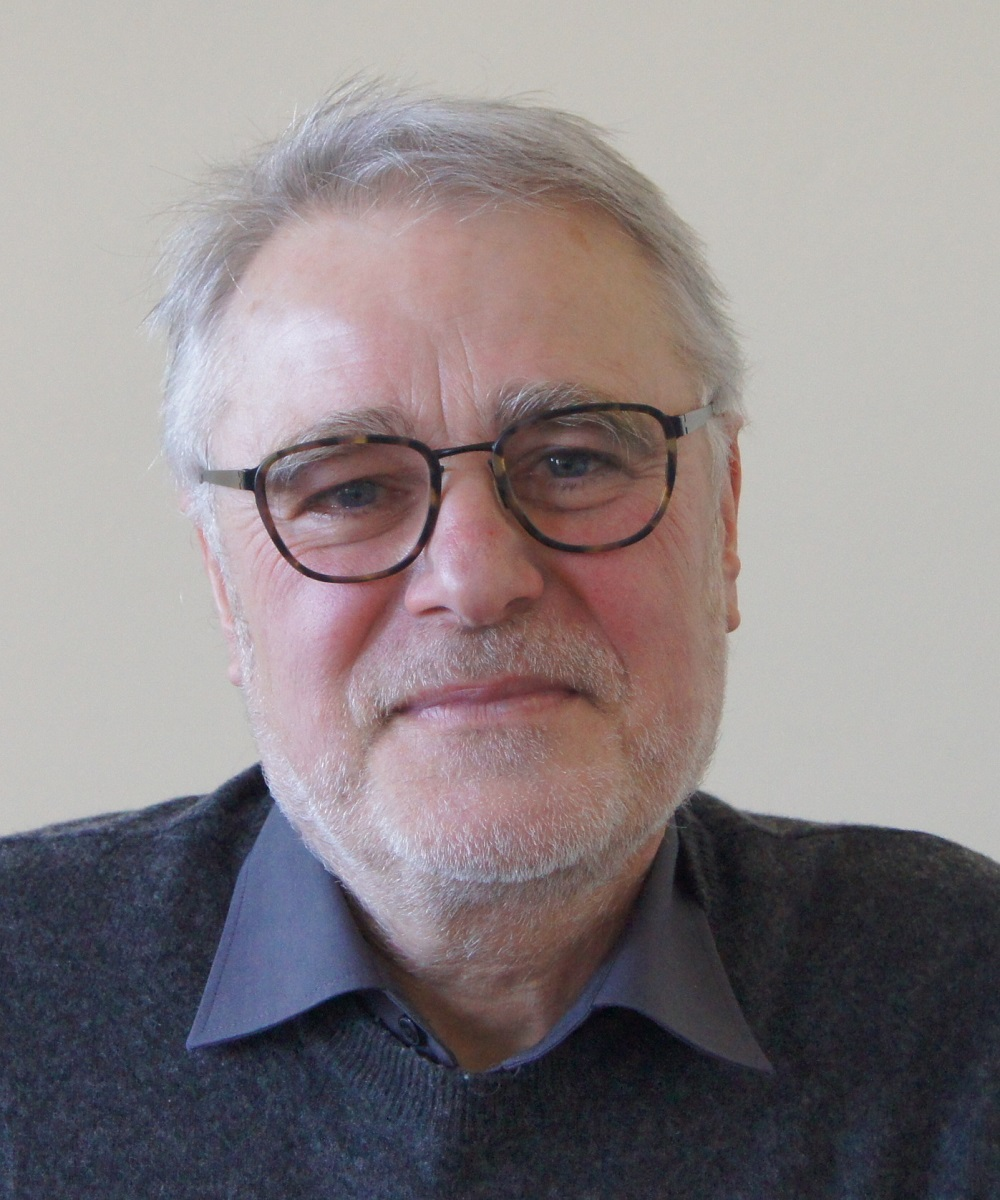
Walter Landin

### Jahrgänge bis 1900
- Caspar II. Lerch (* nach 1480; † 7. oder 17. August 1548), Großvater Caspar Lerchs IV., war 1523 Unterstützer des rebellischen Ritters Franz von Sickingen und wurde 1539 über die Erweiterung des Spitalhofs Gründer der heutigen Hospitalstiftung Dirmstein.[1]
- Caspar IV. Lerch (* 13. Dezember 1575; † 17. April 1642 in Mainz), Enkel Caspar Lerchs II., war Kämmerer des Bischofs von Speyer, kurmainzischer Amtmann in Tauberbischofsheim und Direktor der Oberrheinischen Ritterschaft. Nach ihm ist eine Straße im Ort benannt.
- Anna Lerch von Dirmstein (* 11. November 1580; † 11. September 1660 in Kitzingen), Schwester Caspar Lerchs IV., war Äbtissin der Benediktinerinnen im Kloster Rupertsberg und bewahrte 1631 die Reliquien der Heiligen Hildegard von Bingen vor der Vernichtung.
- Bernhard Betz (1746–1815), katholischer Priester, war der letzte Dekan des Wormser Martinsstifts und danach Generalvikar des Bistums Mainz.
- Johann von Hubertus (* 10. Dezember 1752; † 4. März 1828), Chirurg, war Medizinprofessor an der Josephs-Akademie in Wien und Leibarzt des österreichischen Erzherzogs Karl in Brüssel.
- Franz Balthasar Hubertus (* 19. April 1766; † 9. April 1832 in Pressburg) war wie sein Bruder Johann ebenfalls Arzt in Österreich.
- Franziska Louise Johanna von Rudhart (* 1807; † 1887 in Wang/Oberbayern), Schwester des Gideon von Camuzi, heiratete 1829 Ignaz von Rudhart, der als Bayerischer Staatsrat 1837 zum Ministerpräsidenten von Griechenland berufen wurde, nachdem der Wittelsbacher Otto dort 1832 König geworden war.
- Henriette Gräfin von Brühl (* 26. Mai 1808; † 30. April 1883 in Baden-Baden), Schwester des Gideon von Camuzi, war Namensgeberin des Badehauses der Gräfin von Brühl. Nach ihr ist die Von-Brühl-Straße benannt.
- Joseph Bihn (* 2. Januar 1822; † 17. August 1893 in Tiffin/Ohio), Ururenkel von Franz Rothermel (siehe Abschnitt Weitere Persönlichkeiten), katholischer Priester, war Ordensgründer in den USA.[2]
- Adolf Römer (* 21. September 1843; † 27. April 1913 in Erlangen), Professor für Klassische Philologie an der Universität Erlangen, war Mitglied der Bayerischen Akademie der Wissenschaften.
- Friedrich Streiff (* 16. Oktober 1846; † 5. August 1920), Schreinermeister, war Zeichner zeitgenössischer Ansichten Dirmsteins.[3]
- Franz Carl Sessig (* 21. April 1854; † 25. Juli 1914 in München), war als Maler beteiligt an der Ausmalung von Neuschwanstein und Herrenchiemsee.
- Friedrich Bengel (* 6. Oktober 1892; † 23. August 1985), Unteroffizier, wurde im Ersten Weltkrieg wegen Verhinderung eines Explosionsunglücks mit der Bayerischen Tapferkeitsmedaille ausgezeichnet.[4]
- Georg Hartleb (* 12. Mai 1893; † 11. Oktober 1946 in Hameln), Volkssturm-Bataillonskommandant, hingerichtet, wegen der örtlichen Fliegermorde
- Eux Stocké (* 1895; † 1992 in Rödental), Unternehmer und Mäzen, wurde 1976 zum Ehrenbürger ernannt. Ihm ist der Eux-Stocke-Ratssaal gewidmet.

### 20. Jahrhundert
- Adolf Wolfert (* 12. Juni 1901; † 11. Oktober 1946 in Hameln), Ortsgruppenleiter der NSDAP, ermordete kurz vor Ende des Zweiten Weltkriegs einen abgeschossenen Soldaten der britischen Royal Air Force und wurde dafür ein Jahr später hingerichtet.
- Alice Mendel (* 28. September 1903 als Alice Weil; † 9. November 1993 in Leeds), jüdische Lehrerin in Coburg, floh in der Zeit des Nationalsozialismus über die Schweiz nach England.
- Harm Spuler (* 3. Oktober 1917; † 10. Februar 2010 in Salzburg), war als Mediziner Professor für Neurochirurgie.
- Erich Otto (* 26. September 1921; † 1. Juni 1992 ebenda), Ortsbürgermeister 1964–1986
- Erich Bengel (* 13. September 1924), Önologe, war von 1952 bis 1956 Reblauskommissar des Regierungsbezirks Pfalz und als solcher unter anderem in der Rebveredlungsanstalt Rhodt tätig.[5]
- Arthur Maurer (* 19. April 1929) ist Heimatforscher sowie Initiator und Ehrenvorsitzender des Kulturvereins St. Michael Dirmstein. 2009 wurde er mit der Ehrennadel des Landes Rheinland-Pfalz ausgezeichnet.
- Josef Schmitt (* 11. Juni 1929; † 6. September 1995) war Pfalzmaler.
- Alexander Schroth (* 6. Februar 1934; † 18. November 2011 in Mannheim) war Pfälzer Mundartdichter und gewann zweimal (1995 und 2000) den Pfälzischen Mundartdichterwettstreit in Bockenheim.
- Gerd Maurer (* 6. Juni 1942), Professor an der TU Kaiserslautern und Inhaber der Emil Kirschbaum-Medaille
- Walter Landin (* 29. Mai 1952; † 28. Oktober 2021) war Pfälzer Mundartdichter, Krimi- und Theaterautor.

## Weitere Persönlichkeiten
Nicht in Dirmstein geborene, aber mit der Gemeinde verbundene Persönlichkeiten:

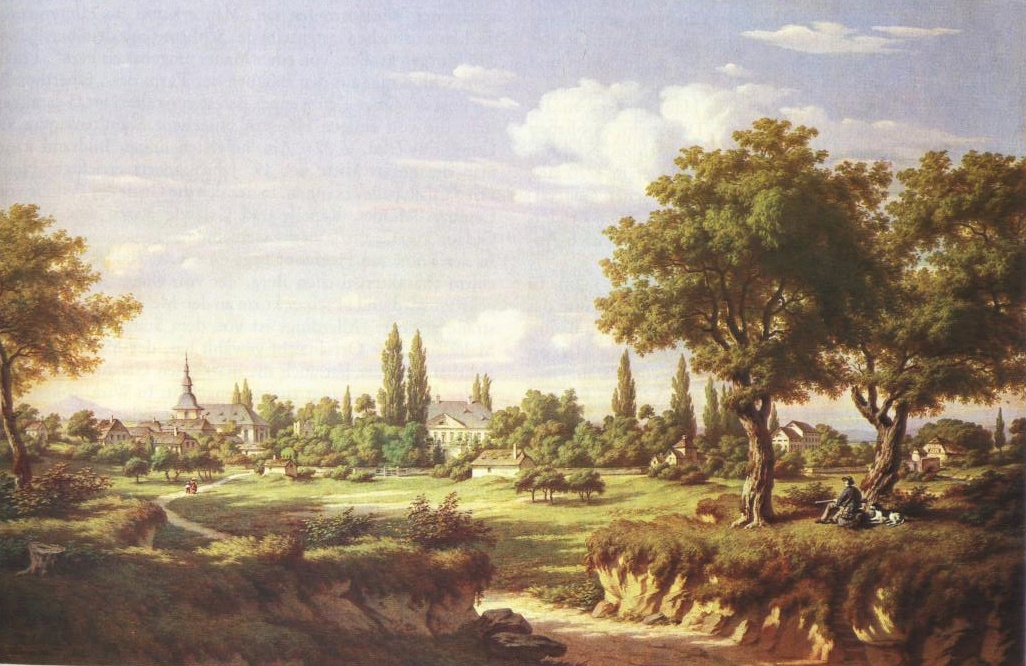
Dirmstein 1862, Gemälde von Louis Coblitz

- Jürgen Bich (* 8. Februar 1947 in Leutkirch im Allgäu; † 29. April 2009) war 34 Jahre lang Korrespondent der Rheinpfalz und 1996 Gründungsvorsitzender des Kulturvereins St. Michael Dirmstein.
- Wilhelm von Brühl (1788–1867), preußischer Generalleutnant, in zweiter Ehe mit Henriette von Camuzi verheiratet, starb in Dirmstein.
- Gideon von Camuzi (1799–1879), Gutsbesitzer, war von 1843 bis 1845 Mitglied der Abgeordnetenkammer des Königreichs Bayern und von 1868 bis 1874 Bürgermeister.
- Joseph von Camuzi (1767–1828), Gutsbesitzer und Vater Gideons, war von 1801 bis 1815 Bürgermeister und ab 1816 Mitglied der Abgeordnetenkammer des Königreichs Bayern.
- Louis Coblitz (1814–1863) war ein Genremaler, der in Dirmstein im Auftrag Gideon von Camuzis vor allem Ansichten des Schlossparks malte.
- Karl Dillinger (1882–1941), Maler und Kunstlehrer, starb in Dirmstein.
- Lydia Hauenschild (* 1957), Autorin, wohnte von 1986 bis 2016 in Dirmstein.
- Jakob von Helmstatt (≈1500–1560), bewohnte als kurpfälzischer Amtmann das Haus Nr. 46 in der Vordergasse „mit einem Erker und sechs Säulen“.[6]
- Johann Jakob Hemmer (1733–1790), Naturwissenschaftler und Sprachforscher, unterrichtete als Hauslehrer bei der Dirmsteiner Adelsfamilie Sturmfeder, ehe er über diese Zugang zum Mannheimer Hof des Kurfürsten Carl Theodor erhielt.
- David Hirsch (* 15. Mai 1928 in Mainz; † März 2019 in Buenos Aires), Jude, wuchs in Dirmstein auf. Er wurde in der Zeit des Nationalsozialismus als Zwölfjähriger nach Südfrankreich deportiert und floh von dort in die Schweiz. Seit 1947 in Argentinien lebend, nahm er um das Jahr 2000 Kontakt zu seiner Heimatgemeinde auf und besuchte sie dann mehrmals, 2009 anlässlich der Stolpersteinverlegung.[7]
- Albert H. Keil (* 1. Juli 1947 in Mußbach an der Weinstraße; † 31. Juli 2023), Pfälzer Mundartdichter, Literaturpreisträger und viermaliger Gewinner von Pfälzer Mundartwettbewerben, wohnte von 1992 bis 2020 in Dirmstein.
- Friedrich Klingmann (1874–1947), Landwirtschaftsrat, Önologe und Rebenzüchter, gründete 1924 die Rebenveredelungsanstalt Dirmstein, die später in Weinbauversuchsanstalt umbenannt wurde. Ihm hat die Gemeinde den Rat-Klingmann-Weg gewidmet.
- Rüdiger Kramer (* 1953 in Frankenthal), Mundartautor und Schriftsteller, Gewinner des Theaterpreises der Stadt Frankenthal 2007, wohnt in Dirmstein.
- Otfried K. Linde (1932–2019), psychiatrisch-naturwissenschaftlicher Autor, Mitherausgeber einer Dokumentation über Verbrechen an Psychiatrie-Patienten im Dritten Reich, wohnte bis 2012 in Dirmstein.
- Michael Martin (* 1. Juni 1947 in Baden-Baden), promovierter Stadtarchivar von Landau, ordnete in jahrelanger Arbeit das Gemeindearchiv von Dirmstein und gab 2005 die Ortschronik heraus.
- Balthasar Neumann (1687–1753) war Hofbaumeister und zeichnete 1740/41 die ersten beiden Baupläne der Laurentiuskirche.
- Balthasar Nick (1678–1749), Baumeister, Schwiegervater des Kirchenerbauers Franz Rothermel, gründete in Dirmstein ein Bauunternehmen.
- Andrea Odermann geb. Schmitt (* 26. März 1974 in Grünstadt) wuchs in Dirmstein auf und war 1994/95 Weingräfin des Leiningerlandes sowie 1995/96 Pfälzische Weinprinzessin.
- Walter Perron (1895–1970), Maler und Bildhauer, wohnte zeitweilig in Dirmstein und versah dort um 1950 einen aus dem 19. Jahrhundert stammenden Gartenpavillon mit Sgraffiti. Die Sanierung des Pavillons begann 2006[8] und wurde 2013 abgeschlossen.[9] Von Walter Perron verzierter Pavillon im Jesuitenhofgarten

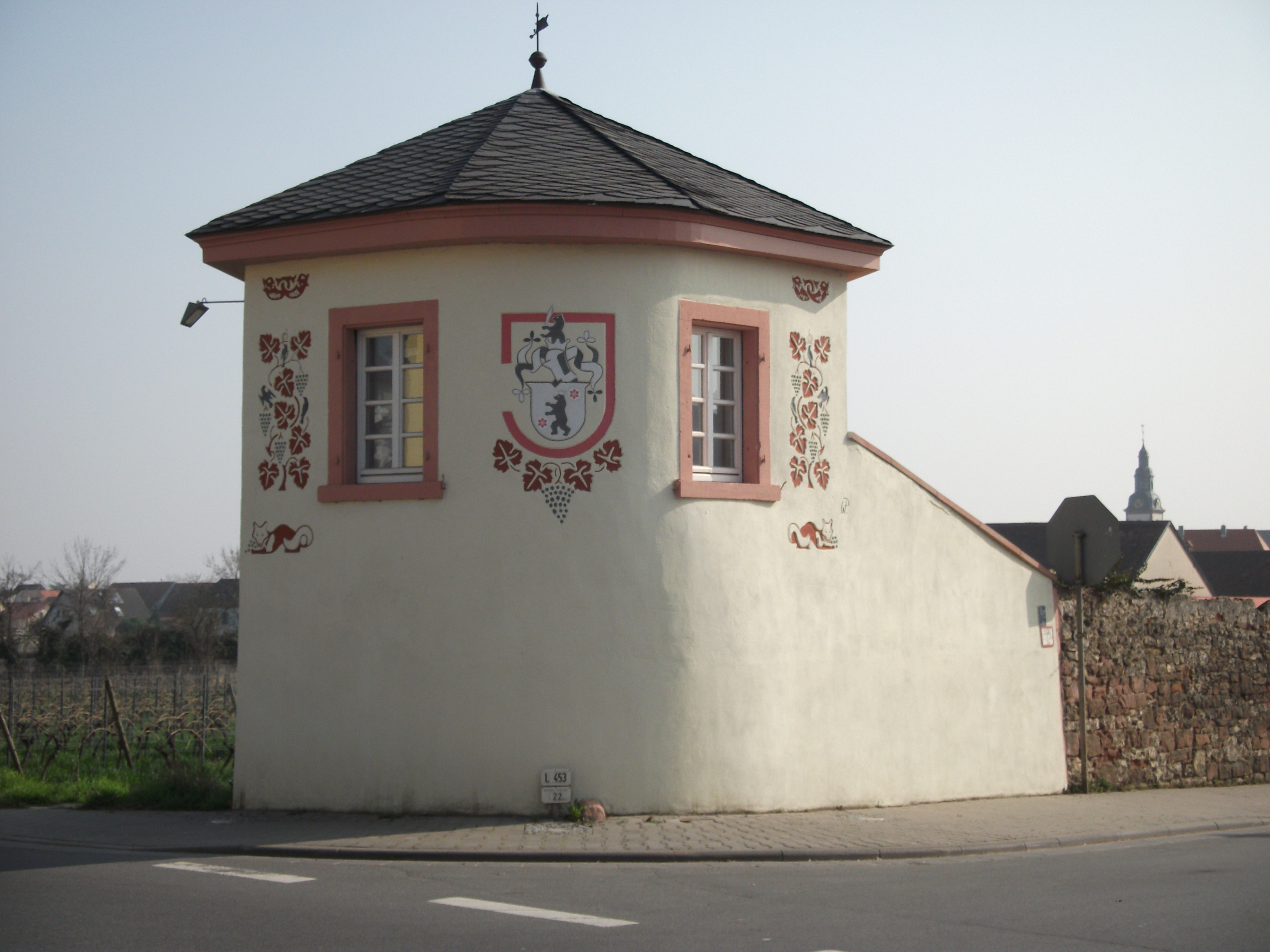
Von Walter Perron verzierter Pavillon im Jesuitenhofgarten

- Sigismund Ranqué (* 1743 in Ballenberg, heute Ravenstein; † 1795 in Frankenthal), Komponist und vermutlich Schüler von Ignaz Holzbauer, war ab 1764 Schulmeister und Organist in Dirmstein.
- Helmut Ried (* 1936 in Ludwigshafen am Rhein), Maler, wohnt in Dirmstein.
- Wolfgang Wilhelm von Rießmann, baden-durlachischer Hofrat und Eigentümer des Koeth-Wanscheidschen Schlosses, machte sich als Hauptsponsor um die Ausstattung des 1747 eingeweihten protestantischen Teils der Laurentiuskirche verdient. Die Gemeinde hat ihm die Hofrat-Rießmann-Straße gewidmet.
- Franz Rothermel (1690/91–1759), Baumeister, war als Schwiegersohn von Balthasar Nick der ausführende Unternehmer beim Bau der Laurentiuskirche (1742–1746); von ihm stammt auch der dritte und endgültige Grundriss.[10] Sein in den 1730er Jahren entstandenes Wohnhaus wurde von 2006 bis 2008 restauriert.
- Dieter Sarreither (* 1951), Mathematiker und Volkswirt, seit 2015 Präsident des Statistischen Bundesamtes und Bundeswahlleiter, wuchs in Dirmstein auf.
- Friedrich Schenck (1790–1868), großherzoglich hessischer Hofgerichtsrat und Hobbymaler, schuf 1866 mehrere Aquarelle mit Ansichten des Sturmfederschen Kellergartens, die bei der Parkrestaurierung (2006–2009) als Vorlage dienten.
- Klaus Schneider (* 10. Oktober 1958), Präsident des Deutschen Weinbauverbandes (DWV)
- Franz Georg von Schönborn (1682–1756), Reichsgraf, Kurfürst, Fürstbischof von Trier und Worms, ließ an seinem Sommersitz Dirmstein die Laurentiuskirche erbauen. Ihm ist die Graf-Schönborn-Straße gewidmet.
- Georg von Schönenberg (1530–1595), Fürstbischof von Worms, betrieb im Sommer seine Amtsgeschäfte vom Bischöflichen Schloss Dirmstein aus.
- Cyril William Sibley (1923–1945), Sergeant der Royal Air Force, wurde kurz vor dem Ende des Zweiten Weltkriegs in Dirmstein Opfer eines Fliegermordes. 2009 wurde ihm ein Stolperstein gewidmet.
- Erwin Spuler (1906–1964), Maler, Keramiker, Zeichner, Grafiker, wohnte in seiner Jugend mehrere Jahre in Dirmstein, wo seine Mutter Emma Bengel herstammte.
- Emil Steigner (1908–2001), Küfermeister in Dirmstein, bemühte sich um die Bewahrung handwerklicher und kultureller Traditionen und baute originalgetreu eine große hölzerne Weinkelter nach, die am Rande des Kirchplatzes aufgestellt ist.
- Carl Theodor Sturmfeder von Oppenweiler (1748–1799), Freiherr, Urururenkel Caspar Lerchs IV., baute um 1780 das nach seiner Familie benannte Sturmfedersche Schloss neu und war etwa 1790 Auftraggeber für die Umgestaltung des Kellergartens zum Landschaftspark durch Friedrich Ludwig von Sckell.
- Marsilius Franz Sturmfeder von Oppenweiler (1674–1744), Freiherr, Urenkel Caspar Lerchs IV., ließ in den 1730er Jahren das nach seiner Familie benannte Sturmfedersche Schloss erweitern und das Michelstor erbauen.
- Stanisław Świątek (1920–2006) aus dem heute polnischen Stettin war von 1940 bis 1945 als Kriegsgefangener in Dirmstein und bewahrte aufgrund seiner guten Erfahrungen dem Dorf eine lebenslange Freundschaft.
- Jakob von Tullian (1672–1729) war Bischöflich-Wormsischer Amtmann in Dirmstein; sein steinernes Grabmal wurde vom Alten auf den Neuen Friedhof verbracht und ist dort erhalten.